# Paul Isberg (seglare)
Paul Isberg, född 2 september 1882 i Helsingborg, död 5 mars 1955 i Hammar, var en svensk seglare.
Han seglade för Göteborgs KSS. Han blev olympisk guldmedaljör i Stockholm 1912.